# El Noa-Noa
«El Noa-Noa» es el nombre de un tema del intérprete y compositor mexicano Juan Gabriel. Se incluyó en el álbum Recuerdos (1980), y un año más tarde se lanzó como sencillo. Es también el título de una película autobiográfica de Juan Gabriel, estrenada en 1981 y grabada en su mayoría en Ciudad Juárez, Chihuahua, la frontera con El Paso, Texas.

## Descripción
El tema describe las veladas en un salón de baile, llamado Noa-Noa que realmente existió en Ciudad Juárez, Chihuahua, lugar donde creció el autor. Se trata del bar en el que Juan Gabriel comenzó su carrera artística cuando usaba el nombre de Adán Luna como seudónimo. Después de haberse incendiado, el lugar hasta la fecha permanece sin estructura. Actualmente  es un estacionamento.
En ocasiones, se ha querido interpretar que la canción sugería que el Noa-Noa era en realidad un bar de encuentro de la comunidad homosexual, pues la letra reza Un lugar de ambiente, donde todo es diferente, estando relacionado el término ambiente a los espacios LGTB. Sin embargo, por otra parte la mayoría de la gente en Latinoamérica interpreta que toda la letra se enfoca en elogiar al bar Noa-Noa que siempre fue un bar tradicional. Juan Gabriel, en una de las escenas le menciona a Meche que "el lugar que a él más le llamaba la atención era el Noa".

## Versiones
- En 1981 fue grabada por la cantante española Massiel, con ritmo y cadencia lentos.[8] El tema se convirtió pronto en uno de los más populares de la intérprete madrileña. Estaba incluido en su LP Tiempos difíciles.
- En 1991, el grupo mexicano Pandora, grabó su propia versión, incluyéndola en su LP Con amor eterno.
- En 1998, Manoella Torres la incluyó en su álbum Lo mejor de Juan Gabriel.
- En 2004, la chilena María José Quintanilla interpretó la versión de esta canción para su segundo disco de folclore latinoamericano.
- En 2007, fue versionada por el argentino Vicentico[9] para el LP homenaje a Juan Gabriel Amo al divo de Juárez.
- En 2010 fue interpretada en vivo por los chilenos Fother Muckers.
- En 2010, también data la versión de Lucía Méndez en su álbum Lucía Méndez canta un homenaje a Juan Gabriel.
- En 2012, Fernando Godoy imitó a Juan Gabriel interpretando este tema en la versión chilena del talent show español Tu cara me suena.
- En 2013, fue versionada por los mexicanos Matute en su LP  Matute - En vivo.
- En 2013, la actriz cómica Llum Barrera hizo lo propio con Massiel en la versión española del programa de televisión Tu cara me suena
- En 2019, fue versionada por Georgel y Esteman, a quienes en otra versión se les unieron Raymix, Celso Piña y el Instituto Mexicano del Sonido.
- En 2020, el argentino Antonio Ríos también hace una versión de esta canción para su disco tributo Homenaje a Juan Gabriel.

## Noa Noa, origen de la palabra

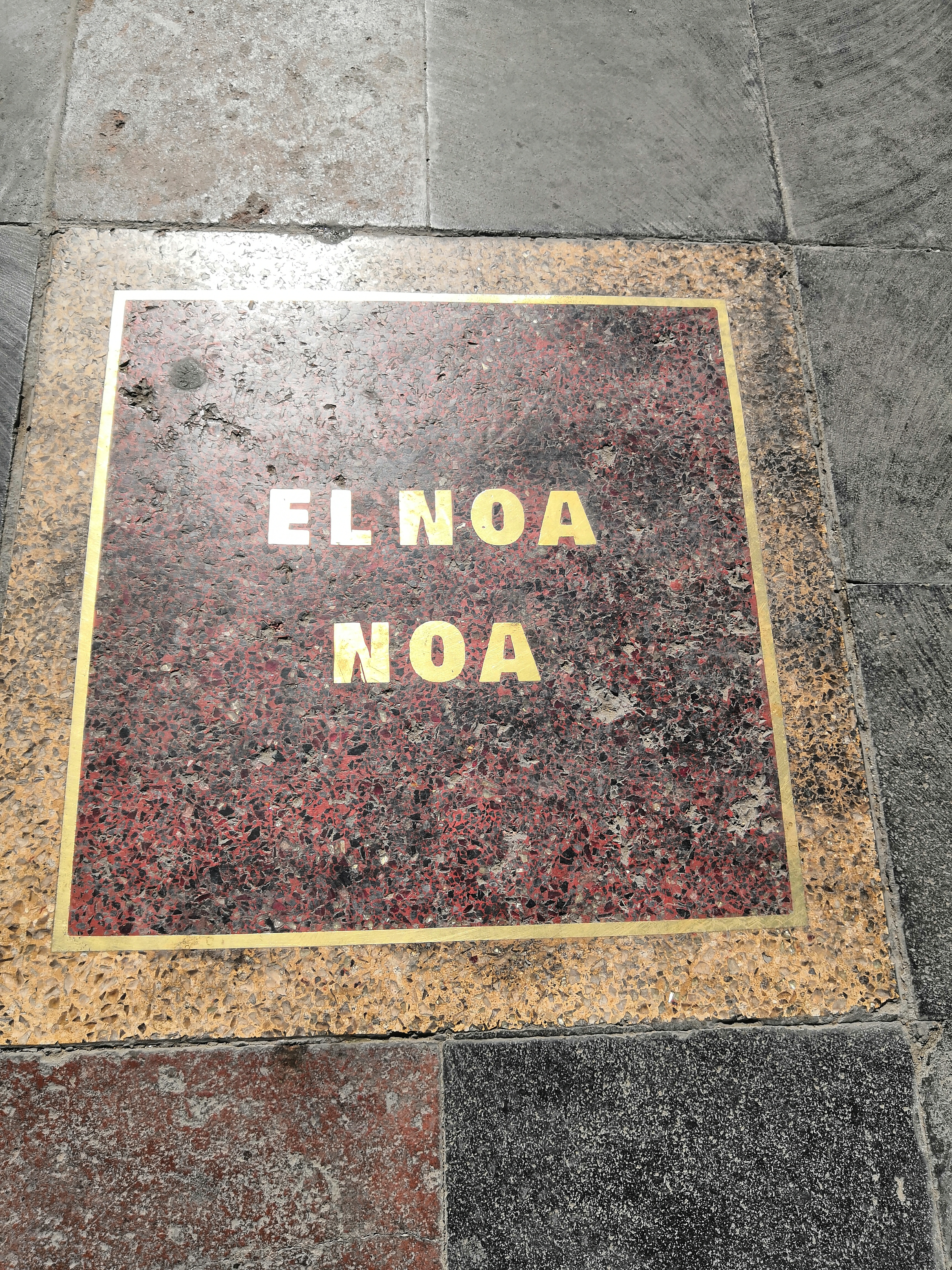
Placa del Noa Noa

Paul Gauguin registró en su diario de viaje, hecho libro: Noa Noa, su viaje a al paraíso tahitiano, de olores frescos e intensos (Noa Noa), lejanos a los franceses.
Describe de las mujeres tahitianas: "Un perfume mezclado, medio animal, medio vegetal emanaba de ellas; El perfume de su sangre y de las gardenias -tiaré- que llevaban en sus cabellos".
```
                    "Téiné merahi Noa Noa" (fragancia intensa y fresca"), dicen.
```

Así registra la frase con que describen los tahitianos la esencia de las mujeres tahitianas. En inglés: Now very fragant.
Gauguin, Paul. Noa Noa. Traducido del francés por O.F. Theis. Dover Publications. New York, 1985. P 4.
Noa noa, derivó y es utilizado en esa pretensión de paraíso tahitiano en hoteles y hasta bares (Juan Gabriel).